# Uwe Trigo-Teixeira
Uwe Trigo-Teixeira (* 30. April 1937; † 16. Dezember 2019) war ein deutscher Handballspieler.
Als Jugendlicher begann er in Hamburg mit dem Handballsport. Der Arbeit wegen zog Trigo-Teixeira im Jahr 1957 nach Wolfsburg. 1958 erreichte er mit dem VfL Wolfsburg das Endspiel um die deutsche Feldhandballmeisterschaft, das gegen die Sportfreunde Hamborn verloren wurde.
1963 gewann er mit Wolfsburg zunächst die norddeutsche Meisterschaft, ehe man dank eines Sieges im Endspiel gegen den BSV Solingen 98 deutscher Meister im Feldhandball wurde. Trigo-Teixeira kam im Endspiel (9:6 für den VfL) auf drei Treffer.